# Kenneth Rooks
Kenneth Rooks (Portland, 21 de octubre de 1999) es un deportista estadounidense que compite en atletismo, especialista en las carreras de obstáculos. Participó en los Juegos Olímpicos de París 2024, obteniendo una medalla de plata en la prueba de 3000 m obstáculos.

## Palmarés internacional
| Juegos Olímpicos | Juegos Olímpicos | Juegos Olímpicos | Juegos Olímpicos  |
| Año              | Lugar            | Medalla          | Prueba            |
| ---------------- | ---------------- | ---------------- | ----------------- |
| 2024             | París (Francia)  | Medalla de plata | 3000 m obstáculos |